# Бујанси
Бујанси (фр. Bouillancy) насеље је и општина у североисточној Француској у региону Пикардија, у департману Оаза која припада префектури Санлис.
По подацима из 2011. године у општини је живело 372 становника, а густина насељености је износила 27,37 становника/km². Општина се простире на површини од 13,59 km². Налази се на средњој надморској висини од 128 метара (максималној 137 m, а минималној 90 m).

## Демографија
| 1962. | 1968. | 1975. | 1982. | 1990. | 1999. | 2011. |
| ----- | ----- | ----- | ----- | ----- | ----- | ----- |
| 220   | 275   | 229   | 279   | 354   | 360   | 372   |

График промене броја становника у току последњих година